# Ruta 26 (Uruguay)
La ruta 26 es una de las rutas nacionales de Uruguay. Atraviesa el país de oeste a este, recorriendo los departamentos de Paysandú, Salto, Tacuarembó y Cerro Largo. Se trata además de una importante vía de conexión dentro del MERCOSUR.
Su trazado fue diseñado por el ingeniero Luis Giannattasio en la década de 1940, y se inauguró en 1946. Fue la primera carretera transversal del país, uniendo Río Branco con Paysandú.

## Nomenclatura
Esta carretera fue designada en 1983 por ley 15497, con el nombre del Brigadier General Leandro Gómez, en honor a este militar uruguayo destacado por su participación en la defensa de Paysandú.

## Principales localidades servidas
Esta vía nace de un entronque con la ruta 3, en el litoral uruguayo, en el departamento de Paysandú, cerca de su ciudad capital; cruza por unos pocos kilómetros del departamento de Salto, más adelante pasa por Tacuarembó, cruzando la localidad de Villa Ansina siendo el mismo centro de la localidad, cruza por Caraguatá y por último ingresa al departamento de Cerro Largo, atravesando sus dos ciudades mayores, Melo y Río Branco, para finalizar en esta última.

## Características
Estado y tipo de construcción de la carretera según el tramo 
| Tramo                         | Tipo de Red       | Tipo de Construcción   | Estado    |
| ----------------------------- | ----------------- | ---------------------- | --------- |
| Ruta 3-Tacuarembó             | Nacional primaria | Tratamiento bituminoso | Muy bueno |
| Tacuarembó-Arroyo Tres Cruces | Nacional primaria | Tratamiento bituminoso | Malo      |
| Arroyo Tres Cruces-Ansina     | Nacional primaria | Tratamiento bituminoso | Bueno     |
| Ansina-Ruta 6                 | Nacional primaria | Tratamiento bituminoso | Malo      |
| Ruta 6-Ruta 7                 | Nacional primaria | Tratamiento bituminoso | Muy malo  |
| Melo-Río Branco               | Nacional primaria | Tratamiento bituminoso | Malo      |

## Recorrido

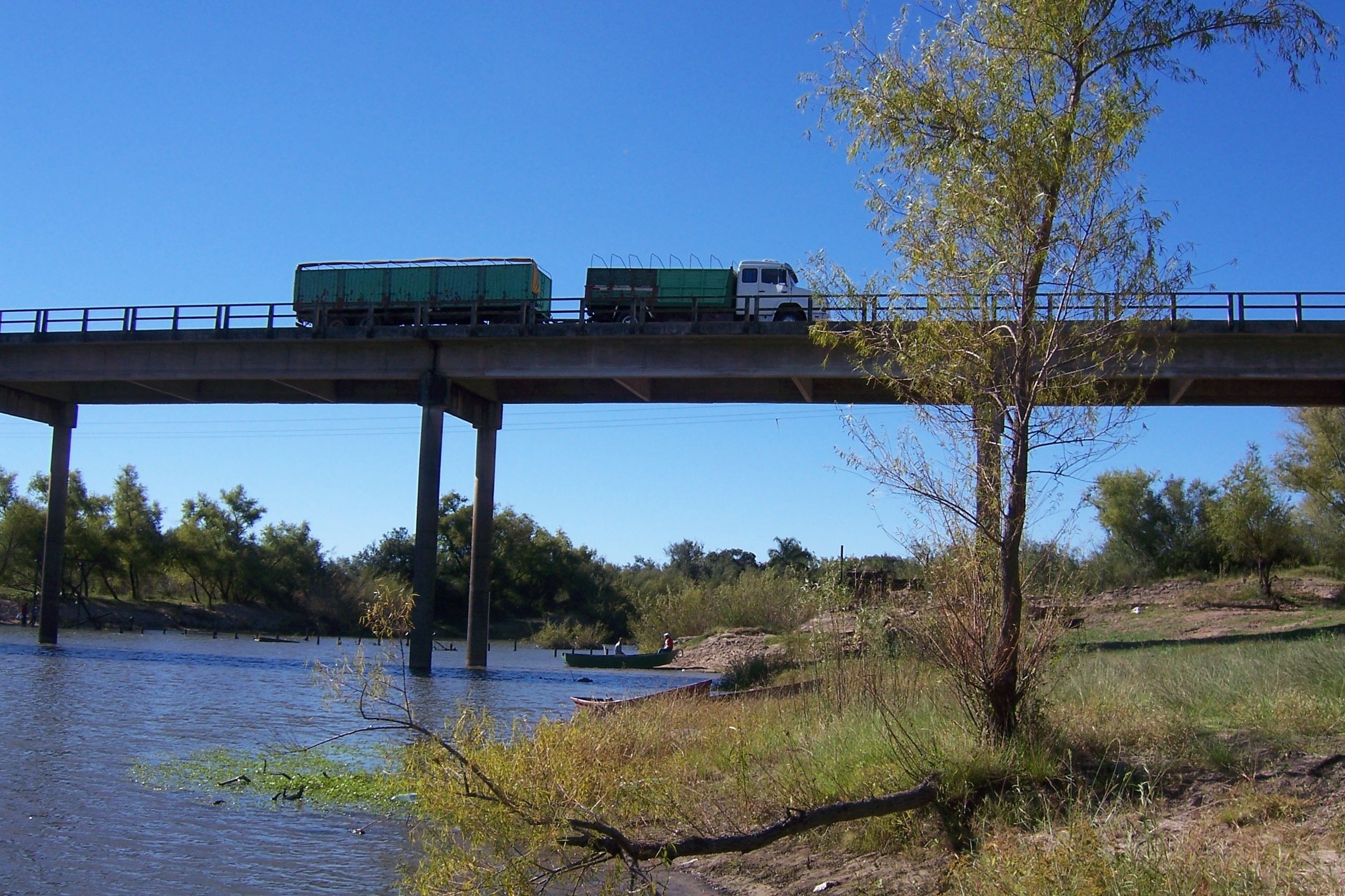
Puente de la ruta 26 sobre el río Tacuarembó.

Detalle del recorrido según el kilometraje:

### Tramo Paysandú - Melo

#### Paysandú
- km 35.000: extremo oeste: empalme con ruta 3.
  - al norte: a Quebracho, Salto, ruta 31, Bella Unión, y ruta 30.
  - al suroeste: a Paysandú.
- km 69.000: Cuchilla de Buricayupí y camino de acceso a Soto, Cerro Chato y Gallinal.
- km 81.000: acceso a Zeballos.
- km 99.000: El Eucalipto.
- km 100.000: empalme con ruta 4 al sur a Guichón.
- km 110.000: empalme con ruta 4 al norte.
- km 113.000: acceso a Cañada del Pueblo.
- km 137.000: acceso a Paso del Parque del Daymán.
- km 156.000: río Queguay Chico
- km 174.000: Límite departamental Paysandú - Salto
- km 181-184: límite departamental Salto - Paysandú.
- km 191.000: río Queguay.
- km 197.000:
  - empalme de acceso a Tambores.
  - límite departamental Paysandú - Tacuarembó.

#### Tacuarembó
- km 207.500: acceso a Valle Edén.
- km 208.000: arroyo Tambores.
- km 224.000: arroyo Tranqueras.
- km 226.000: La Pedrera.
- km 227.000:
  - empalme con ruta de conexión a ruta 5.
  - ingreso a planta urbana de Tacuarembó por Avenida Manuel Oribe.
- km 238.000: empalme con ruta 5;
  - al noreste: Rivera.
  - al suroeste: ruta 59, ruta 43, Paso de los Toros, Durazno y Montevideo.
- km 255.000: arroyo Tres Cruces.
- km 263.000: acceso a Cuchilla del Ombú.
- km 288.000:
  - río Tacuarembó.
  - planta urbana de Ansina.
- km 289.000: empalme con ruta 44 al norte.
- km 301.500: Pueblo de Barro.
- km 310.000: aroyo Yaguarí.
- km 328.500: Punta de Carretera y acceso oeste a Puntas de Cinco Sauces.
- km 344.000: acceso este a Puntas de Cinco Sauces.
- km 346.000: arroyo Caraguatá.
- km 349.000: Las Toscas.
- km 356.000: Cuchilla de Caraguatá y empalme con ruta 6.
  - Al noreste: a Vichadero.
  - Al suroeste: a Paso Pereira (río Negro).
- km 369.000:
  - río Negro.
  - límite departamental (Tacuarembó - Cerro Largo).

#### Cerro Largo
- km 388.000:
  - Ramón Trigo;
  - empalme a Fraile Muerto y ruta 7.
- km 416.500: empalme con ruta 7.

Tramo hasta Melo coincide trazado con ruta 7.
- km 427.000: empalme con ruta 44.
- km 428.500: acceso al Aeropuerto Internacional de Cerro Largo.
- km 433.000: Ingeso a planta urbana de Melo.

### Tramo Melo - Río Branco
- km 000.000: Bulevar Francisco Matta (Ruta 8), planta urbana de Melo.
- km 008.500: Caserío La Pedrera.
- km 013.100: arroyo Chuy.
- km 031.000: arroyo Malo.
- km 032.100: acceso a Caserío Las Cañas.
- km 053.800: arroyo Sauce de Barceló.
- km 068.000: acceso a poblado Uruguay.
- km 077.200: empalme con ruta 18.
- km 084.900: control fronterizo de aduanas e ingreso a planta urbana de Río Branco.
- km 089.500: acceso a puente internacional Barón de Mauá.
  - Conexión con BR 116.